# Via Coperta (Ferrara)
Via Coperta appartiene al centro medievale di Ferrara.
La strada non deve essere confusa con la Via detta Coperta, che è un camminamento protetto sostenuto da cinque arcate posto tra il Castello Estense e il Palazzo municipale.

## Storia
La strada ha origini antiche, legate al nucleo primitivo dell'insediamento urbano estense sulla sponda a nord del Po, delimitando con un tratto del suo percorso attuale il limite meridionale del Castrum bizantino del VI secolo.
Il suo tracciato percorreva la riva nord del fiume Po, sulla parte di territorio oltre l'isola di Sant'Antonio che allora si trovava nel corso principale ancora oggi quasi inalterato del Po di Volano, prima della biforcazione che origina il Po di Primaro. 
Quest'isola, che non corrisponde all'altra e più estesa formata dai due rami del Po (detta Ferrariola e dove sorse la prima basilica ferrarese) nel XIII secolo era ormai compresa nella città di Ferrara, entro le sue mura. Quest'isola ora scomparsa a sud del castrum si estendeva nell'area che oggi è compresa tra i tracciati di via della Ghiara, di via XX Settembre, di via dei Baluardi e di viale Alfonso I d'Este.

### Una via da est ad ovest
Ferrara è sorta come città dalla fortificazione voluta dai bizantini a difesa della nuova sede vescovile trasferita da Voghenza. All'inizio i nuovi acquartieramenti per gli ufficiali bizantini, le loro famiglie, i militari e tutta la popolazione attirata dalle nuove attività e dai servizi necessari si svilupparono nelle vicinanza del castrum poi, lentamente, si spinsero sempre più ad ovest.
In tempi recenti i tratti di questo percorso anticamente unitario, partendo da est ed andando verso ovest, sono diventati: via Coperta, via delle Volte e via Capo delle Volte.

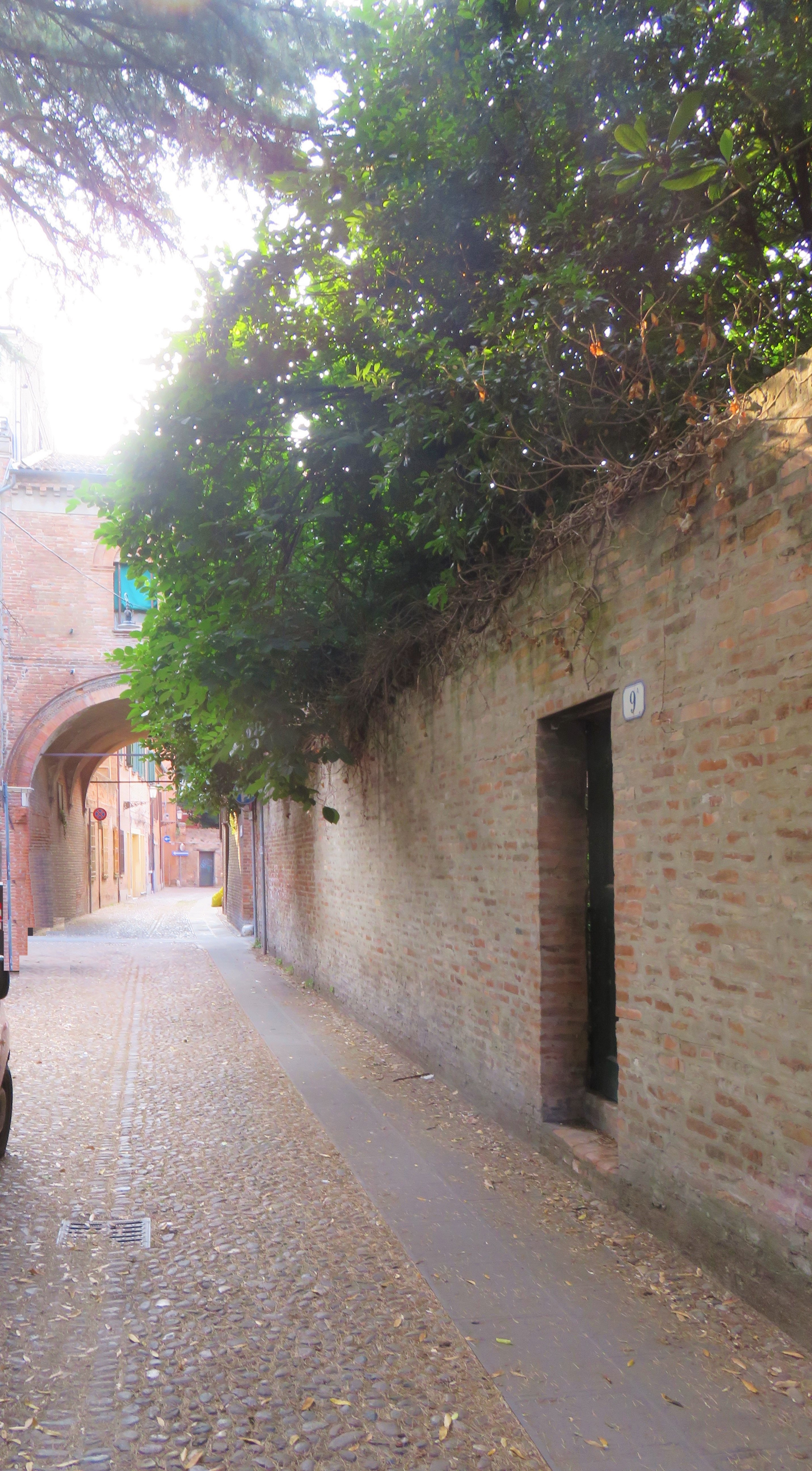
Via Coperta nel tratto che affianca la zona dove sorgeva il castello degli Adelardi. Sullo sfondo il volto di Casa Pisani.

### Origini del nome
Anticamente faceva parte di Via delle Volte, ed il nome le veniva dai numerosi archi e passaggi sospesi che la attraversano. Via Coperta lo è stata perché per certi tratti le case ai suoi lati erano unite tra loro lasciando il passaggio stradale sottostante coperto ma oggi questi punti nel suo tracciato sono rari.